# 1. Division (Fußball, Norwegen)
Die 1. Division (norw. 1. divisjon) ist die zweithöchste Liga im norwegischen Herrenfußball, nach der Eliteserie. Zwischen 1963 und 1990 hieß die Liga 2. Division. Von 2005 bis 2013 trug sie den Namen des Sponsors Adecco, einem Anbieter für Personaldienstleistungen. Im Jahr 2014 hieß sie wieder nur 1. Division. Seit 2015 benennt sie sich nach dem neuen Sponsor OBOS, der sowohl genossenschaftliche Bausparkasse als auch Bauunternehmen und Immobilienverwalter ist. Der offizielle Name lautet damit zur Zeit OBOS-ligaen.

## Modus
Es spielen 16 Mannschaften in der Liga. Alle Mannschaften spielen zweimal gegeneinander, einmal zu Hause und einmal auswärts.

### Aufstieg in die Eliteserie
Bis zu drei Mannschaften können in die Eliteserie aufsteigen. Die zwei erstplatzierten Mannschaften steigen direkt auf. Die Mannschaften auf den Plätzen 3 bis 6 ermitteln mit dem Drittletzten der Eliteserie in einem Qualifikationsturnier den dritten Aufsteiger.

#### Entwicklung
In der Saison 2008 gab es einige Besonderheiten in Bezug auf den Aufstieg in die damalige Tippeliga und den Abstieg aus dieser: Aufgrund der Aufstockung der Tippeliga von 14 auf 16 Mannschaften stiegen die damals drei bestplatzierten Mannschaften der Adeccoliga direkt auf, der Viertplatzierte bestritt mit dem Zweitletzten der Tippeliga zwei Relegationsspiele. Nur der Letzte stieg direkt ab.
Bis zur Saison 2007 stiegen die beiden Erstplatzierten direkt in die Tippeliga auf und der Drittplatzierte spielte eine Relegation gegen den Drittletzten der Tippeliga. Ab der Saison 2009 führte der NFF ein Qualifikationsturnier ein, das die Dritt-, Viert- und Fünftplatzierten mit bestritten. Dabei spielten im Halbfinale der Drittletzte der Tippeliga gegen den Fünftplatzierten der Adeccoliga und der Dritt- gegen Viertplatzierten. Die Sieger spielten dann in einem Hin- und Rückspiel um den letzten Qualifikationsplatz in der Tippeliga. In der Saison 2012 wurde diese Regelung leicht modifiziert: nun spielen die Teams auf den Plätzen 3 bis 6 in einer K.-o.-Runde gegeneinander und der Sieger der Finalpartie bestreitet dann zwei Relegationsspiele gegen den Drittletzten der Eliteserie.

### Abstieg in die PostNord-Liga
Die zwei letztplatzierten Mannschaften steigen in die PostNord-Liga ab. Die drittletzte Mannschaft spielt in zwei Relegationsspielen gegen den Sieger der beiden zweitplatzierten Mannschaften der PostNord-Liga um den letzten verbleibenden Startplatz.

## Meister seit 2005
| Saison | Meister            |
| ------ | ------------------ |
| 2005   | Stabæk Fotball     |
| 2006   | Strømsgodset IF    |
| 2007   | Molde FK           |
| 2008   | Odd Grenland       |
| 2009   | FK Haugesund       |
| 2010   | Sogndal Fotball    |
| 2011   | Hønefoss BK        |
| 2012   | Start Kristiansand |
| 2013   | FK Bodø/Glimt      |
| 2014   | Sandefjord Fotball |

| Saison | Meister          |
| ------ | ---------------- |
| 2015   | Sogndal Fotball  |
| 2016   | Kristiansund BK  |
| 2017   | FK Bodø/Glimt    |
| 2018   | Viking Stavanger |
| 2019   | Aalesunds FK     |
| 2020   | Tromsø IL        |
| 2021   | Ham-Kam          |
| 2022   | Brann Bergen     |
| 2023   | Fredrikstad FK   |
| 2024   | Vålerenga Oslo   |